# Professional'nyj Basketbol'nyj klub CSKA 2002-2003
Questa voce raccoglie le informazioni riguardanti il Professional'nyj Basketbol'nyj klub CSKA nelle competizioni ufficiali della stagione 2002-2003.

## Stagione
La stagione 2002-2003 del Professional'nyj Basketbol'nyj klub CSKA è la 12ª nel massimo campionato russo di pallacanestro, la Professional'naya basketbol'naya liga.

## Roster
Aggiornato al 25 gennaio 2022
| CSKA Mosca 2002-03 | CSKA Mosca 2002-03 |
| Giocatori          | Staff tecnico      |
| ------------------ | ------------------ |

| N. | Naz.                   | Ruolo | Nome                 | Anno | Alt.   | Peso   |  |
| -- | ---------------------- | ----- | -------------------- | ---- | ------ | ------ |  |
| 4  | Grecia (bandiera)      | P     | Theodōros Papaloukas | 1977 | 200 cm | 98 kg  |  |
| 5  | Stati Uniti (bandiera) | P     | J.R. Holden          | 1976 | 185 cm | 84 kg  |  |
| 6  | Russia (bandiera)      | A     | Sergej Panov         | 1970 | 205 cm | 100 kg |  |
| 7  | Russia (bandiera)      | P     | Evgenij Pašutin (C)  | 1969 | 190 cm | 95 kg  |  |
| 8  | Russia (bandiera)      | G     | Nikolaj Padius       | 1980 | 196 cm | 88 kg  |  |
| 9  | Lituania (bandiera)    | AG    | Darius Songaila      | 1978 | 206 cm | 104 kg |  |
| 10 | Grecia (bandiera)      | G     | Nikos Chatzīvrettas  | 1977 | 197 cm | 95 kg  |  |
| 11 | Russia (bandiera)      | G     | Zachar Pašutin       | 1974 | 196 cm | 90 kg  |  |
| 12 | Russia (bandiera)      | AP    | Sergej Monja         | 1983 | 202 cm | 97 kg  |  |
| 13 | Russia (bandiera)      | AG    | Viktor Chrjapa       | 1982 | 203 cm | 101 kg |  |
| 14 | Stati Uniti (bandiera) | AC    | Chris Gatling        | 1967 | 207 cm | 115 kg |  |
| 14 | Russia (bandiera)      | C     | Aleksej Savrasenko   | 1979 | 215 cm | 120 kg |  |
| 15 | Russia (bandiera)      | C     | Aleksandr Bašminov   | 1978 | 211 cm | 108 kg |  |
| 16 | Russia (bandiera)      | A     | Andrej Šejko         | 1973 | 196 cm | 107 kg |  |
| 18 | Russia (bandiera)      | C     | Daniėl' Soldatov     | 1983 | 216 cm | 100 kg |  |
| 20 | Stati Uniti (bandiera) | C     | Victor Alexander     | 1969 | 208 cm | 120 kg |  |

| Allenatore                                                                        |
| - Dušan Ivković                                                                   |
| Assistente/i                                                                      |
| - Pavel Googe - Ivan Jeremić Legenda - (C) Capitano - (IN) Inattivo - Infortunato |

## Mercato

### Sessione estiva
| Acquisti | Acquisti             | Acquisti          | Acquisti   | Acquisti |
| R.a      | Nome                 | da                | Modalità   |          |
| -------- | -------------------- | ----------------- | ---------- | -------- |
| P        | Theodōros Papaloukas | Olympiakos        | definitivo |          |
| A        | Sergej Panov         | Ural Great Perm'  | definitivo |          |
| G        | Nikos Chatzīvrettas  | Īraklīs Salonicco | definitivo |          |
| AP       | Sergej Monja         | Avtodor Saratov   | definitivo |          |
| AG       | Viktor Chrjapa       | Avtodor Saratov   | definitivo |          |
| C        | Aleksandr Bašminov   | Ural Great Perm'  | definitivo |          |
| P        | J.R. Holden          | AEK Atene         | definitivo |          |
| AG       | Darius Songaila      | W.F. Dem. Deacons | definitivo |          |
| AC       | Chris Gatling        | Miami Heat        | definitivo |          |
| P        | Evgenij Pašutin      | UNICS Kazan'      | definitivo |          |
| AG       | Andrej Šejko         | Ural Great Perm'  | definitivo |          |

| Cessioni | Cessioni            | Cessioni          | Cessioni       | Cessioni |
| R.       | Nome                | a                 | Modalità       |          |
| -------- | ------------------- | ----------------- | -------------- | -------- |
| C        | Rubén Wolkowyski    | Boston Celtics    | fine contratto |          |
| P        | Raimonds Miglinieks | Śląsk Breslavia   | fine contratto |          |
| AG       | Mirsad Türkcan      | Mens Sana Siena   | fine contratto |          |
| G        | Gordan Giriček      | Memphis Grizzlies | fine contratto |          |
| A        | Aleksandr Petrenko  | Chimki            | fine contratto |          |
| PG       | Curtis McCants      | Mens Sana Siena   | fine contratto |          |
| AP       | Aleksej Savkov      | Chimki            | fine contratto |          |
| AG       | Andrej Fetisov      | UNICS Kazan'      | fine contratto |          |
| C        | Joško Poljak        | Olimpija Lubiana  | fine contratto |          |
| G        | Dmitrij Domani      | Dinamo Mosca      | fine contratto |          |
| C        | Nikolaj Alekseev    | Arsenal Tula      | fine contratto |          |

### Dopo l'inizio della stagione
| Acquisti | Acquisti           | Acquisti   | Acquisti      | Acquisti   |
| R.       | Nome               | da         | Data          | Modalità   |
| -------- | ------------------ | ---------- | ------------- | ---------- |
| C        | Victor Alexander   | Free agent | novembre 2002 | definitivo |
| C        | Aleksej Savrasenko | Olympiakos | dicembre 2002 | definitivo |

| Cessioni | Cessioni      | Cessioni        | Cessioni      | Cessioni    |
| R.       | Nome          | a               | Data          | Modalità    |
| -------- | ------------- | --------------- | ------------- | ----------- |
| AC       | Chris Gatling | Free agent      | novembre 2002 | rescissione |
| AG       | Andrej Šejko  | Avtodor Saratov | gennaio 2003  | rescissione |